# Nguyễn Thị Mai Hưng
Nguyễn Thị Mai Hưng (sinh 28 tháng 1 năm 1994 tại Bắc Giang) là một vận động viên cờ vua Việt Nam. Cô đã giành chức vô địch cờ vua nữ Việt Nam năm 2011 và 2013.

## Sự nghiệp

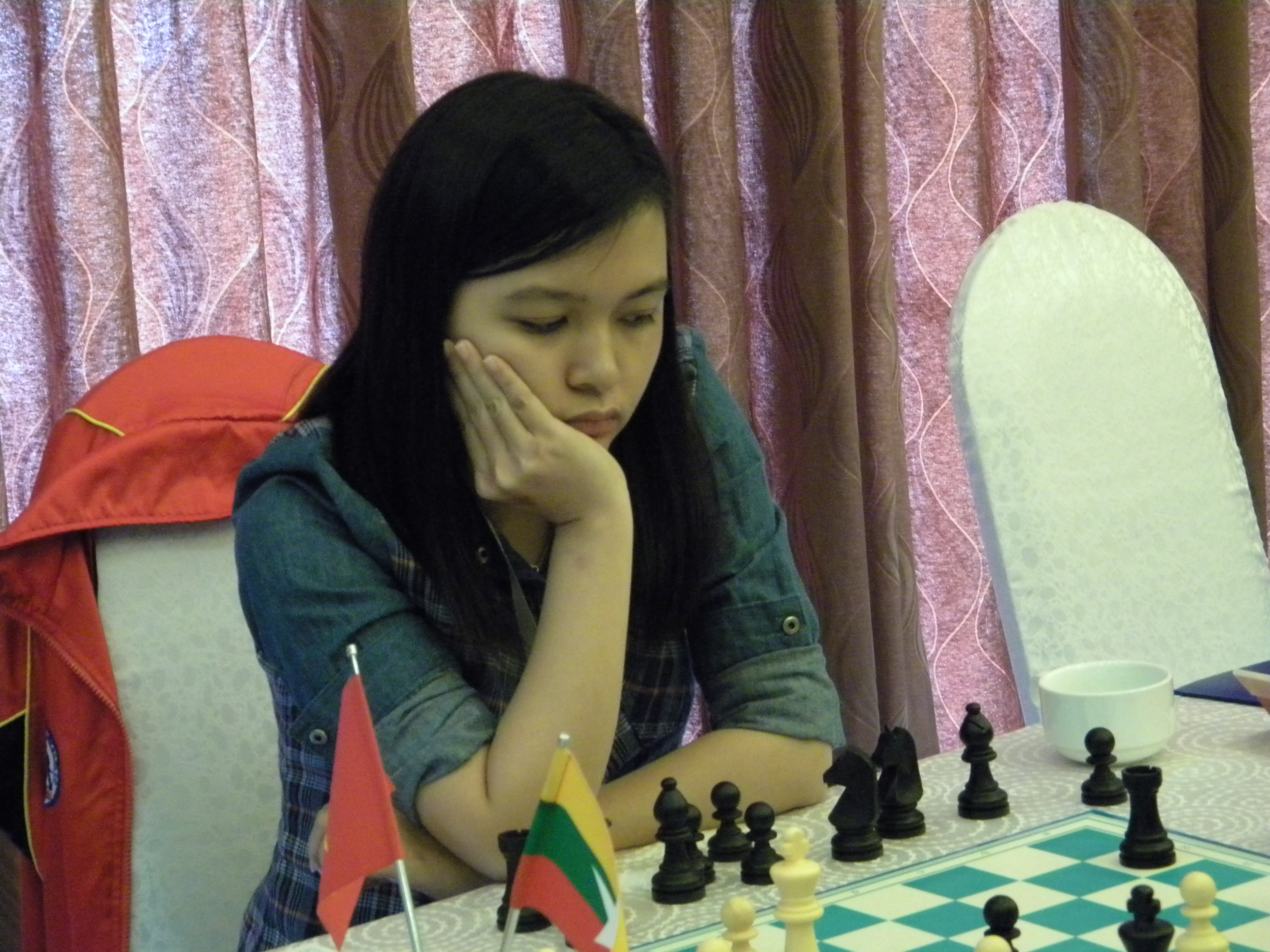
Nguyễn Thị Mai Hưng tại Giải cờ vua quốc tế HDBank 2016

Nguyễn Thị Mai Hưng là con út trong gia đình có 3 chị em gái . Cô đến với cờ vua khá sớm, từ năm 7 tuổi. Từ năm 5 tuổi, cô đã ngồi xem ông và bố đánh cờ tướng và biết cách chơi. Thấy cô có năng khiếu, gia đình quyết định cho Mai Hưng làm quen với cờ vua, sau đó cho theo học cờ vua chuyên nghiệp . Khi thông báo tuyển sinh ở địa phương, Hưng đến dự tuyển. Dù không được tuyển chính thức nhưng cô bé được học dự thính .
Với khả năng tư duy và sự chăm chỉ, hai năm sau Mai Hưng đoạt huy chương vàng toàn quốc lứa tuổi U9 (không quá 9 tuổi). Tiếp theo cô đã giành được những thành công ở châu lục. Năm 2007 Hưng vô địch U14 châu Á tại Các Tiểu vương quốc Ả Rập thống nhất với chiếc huy chương vàng bằng vàng thật. Cô đạt 7/9 điểm, hơn đồng đội Kim Phụng hạng nhì nửa điểm.
Năm 2008, Mai Hưng được sang Singapore tập huấn và Elo tăng từ 2062 lên 2295. Năm 2009 cô tiếp tục được tập huấn một năm tại Hungary ở lò đào tạo Chesscom của tiến sĩ Hoàng Minh Chương. Tại Hungary, nhờ thường xuyên tham dự các giải First Saturday hàng tháng cùng với tham dự nhiều giải khác nên trình độ của Mai Hưng tiến bộ nhanh . Cô đạt đủ ba chuẩn kiện tướng nữ quốc tế sau giải First Saturday tháng 10 năm 2009 (chính thức được công nhận tháng 4 năm 2010) .
Năm 2010 Mai Hưng vô địch U16 châu Á với thành tích bất bại (+6 =3)  và hạng nhì U16 thế giới. Tiếp tục trong năm 2010 cô vô địch giải Đại hội Thể dục thể thao.
Năm 2011 tại Giải cờ vua HD Bank mở rộng Mai Hưng gây bất ngờ khi vượt qua nhiều đối thủ mạnh để giành giải nhất dành cho nữ . Năm 2011 cô vô địch quốc gia khi mới 17 tuổi . Tiếp đó cuối năm 2011, tại SEA Games 26, Mai Hưng giành huy chương vàng ở nội dung cờ tiêu chuẩn .
Cuối năm 2012 Mai Hưng đại diện cho Việt Nam ở lứa tuổi U18 nữ tại Giải vô địch cờ vua trẻ thế giới. Cô xếp hạng 4 chung cuộc, đồng điểm với kỳ thủ huy chương đồng nhưng kém hệ số phụ .
Tháng 4 năm 2013 Nguyễn Thị Mai Hưng đánh giải thanh niên châu Á (U20). Cô được xếp hạt giống số 1 dù mới 19 tuổi. Tuy vậy cô chỉ giành huy chương đồng chung cuộc với 6½ điểm / 9 ván (+5 =3 –1), trong đó ván thua duy nhất trước nhà vô địch giải, cũng là đồng đội Võ Thị Kim Phụng . Giữa tháng 4 cô thi đấu tiếp ngay Giải vô địch cờ vua hạng nhất quốc gia. Sau giai đoạn một thi đấu theo hệ Thụy Sĩ, Mai Hưng xếp hạng 5 và được vào đánh tứ kết . Với điều lệ ở vòng loại trực tiếp nếu hòa sau 2 ván thì người xếp thấp hơn ở giai đoạn một bị loại, Mai Hưng dù chỉ xếp hạng 5 nhưng đã có cả ba trận thắng để giành chức vô địch .
Tháng 7 năm 2013, tại Giải cờ vua trẻ toàn quốc, Mai Hưng giành huy chương vàng cờ chớp U20 mở và huy chương bạc cờ nhanh U20 nữ .
Tháng 1 năm 2014, tại Giải cờ vua Tưởng niệm Béla Perényi, Mai Hưng đạt thành tích bất bại với 7,5 điểm / 9 ván, đồng điểm hạng nhất nhưng xếp hạng nhì do kém chỉ số phụ .

### Tham gia đội tuyển Việt Nam

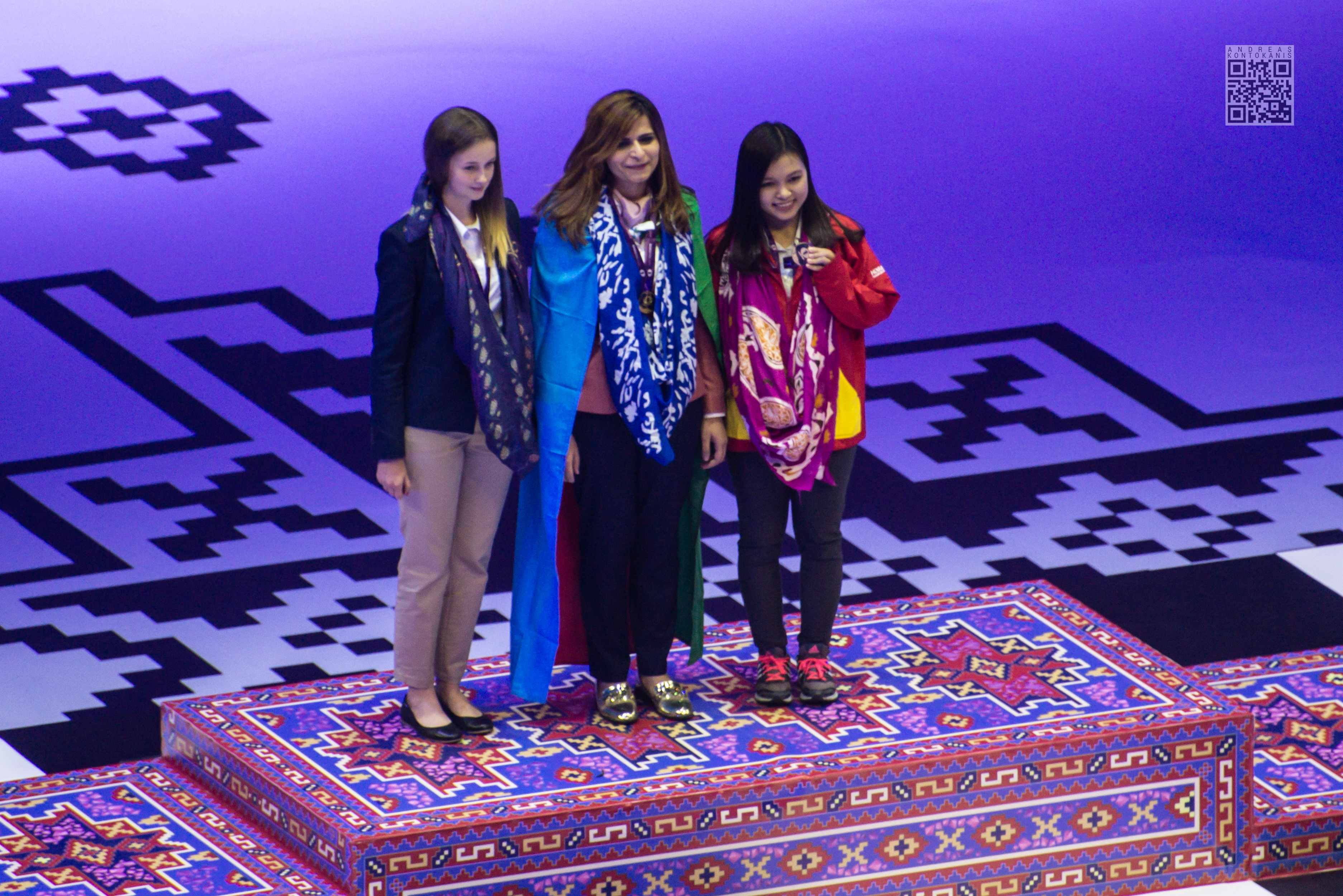
Nguyễn Thị Mai Hưng (áo đỏ, phải) trên bục nhận huy chương đồng bàn 3 tại Olympiad cờ vua 2016

Nguyễn Thị Mai Hưng có tên trong đội tuyển Việt Nam từ năm 2009 dự các giải đấu châu lục và thế giới. Năm 2009 cô cùng đội tuyển giành chức vô địch châu Á và giành được huy chương vàng bàn 5 . Năm 2010 Mai Hưng cùng đội tuyển giành huy chương đồng ASIAD 2010.
Năm 2011 tại Giải cờ vua đồng đội nữ thế giới (dành cho các đội tuyển nữ xuất sắc) ở Thổ Nhĩ Kỳ, đội tuyển Việt Nam chỉ xếp thứ 7. Tuy nhiên Mai Hưng giành được huy chương đồng cá nhân bàn 3 .
Mai Hưng có tên trong đội tuyển Việt Nam dự Olympiad cờ vua từ năm 2010. Tại Olympiad cờ vua 2010 Hưng ngồi bàn 3, đánh 8 ván giành 4½ điểm (+3 =3 –2) với hiệu suất thi đấu (Rp) 2206 . Tại Olympiad cờ vua 2012 cô lên ngồi bàn 2 và là kỳ thủ nữ duy nhất của đội đánh trọn cả 11 ván, giành 7 điểm (+6 =2 –3), đạt Rp = 2345. Olympiad cờ vua 2016 Mai Hưng tiếp tục có tên tham dự và đã giành được chuẩn kiện tướng quốc tế (IM) kép, đạt 6,5 điểm / 9 ván. Đồng thời chị giành được huy chương đồng bàn 3 với Rp = 2442.

## Đánh giá
Mai Hưng có phong thái thi đấu "chậm mà chắc", buộc các đối thủ phải ngồi hàng tiếng đồng hồ để đấu trí . So với các kỳ thủ từng vô địch ở tuổi 17 như Hoàng Mỹ Thu Giang, Lê Kiều Thiên Kim, tiềm năng của Mai Hưng có phần vượt trội .